# Danh sách hồ ở Phần Lan

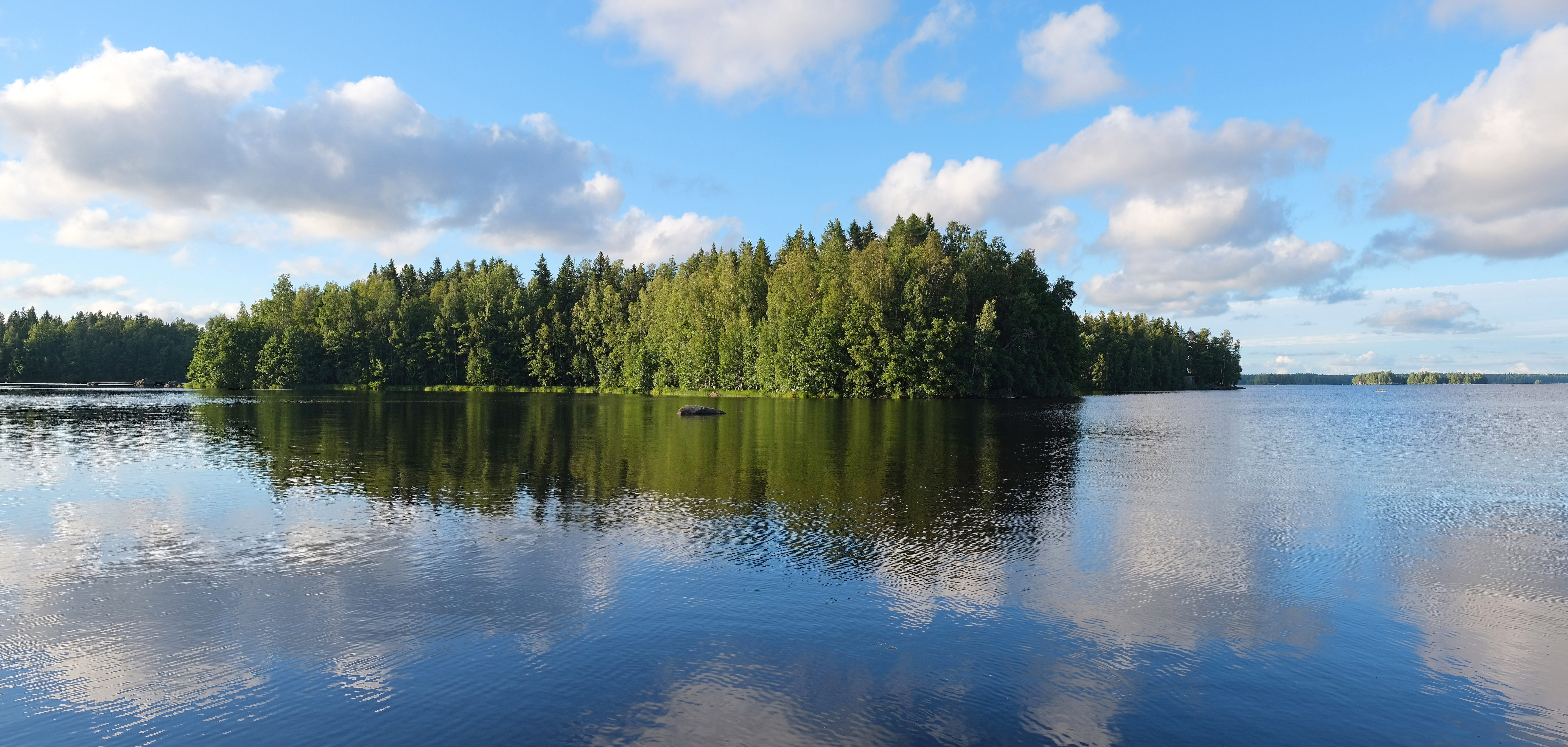
khung cảnh tại hồ Isojärvi hồ lớn thứ 97 tại Phần Lan vào mùa hè

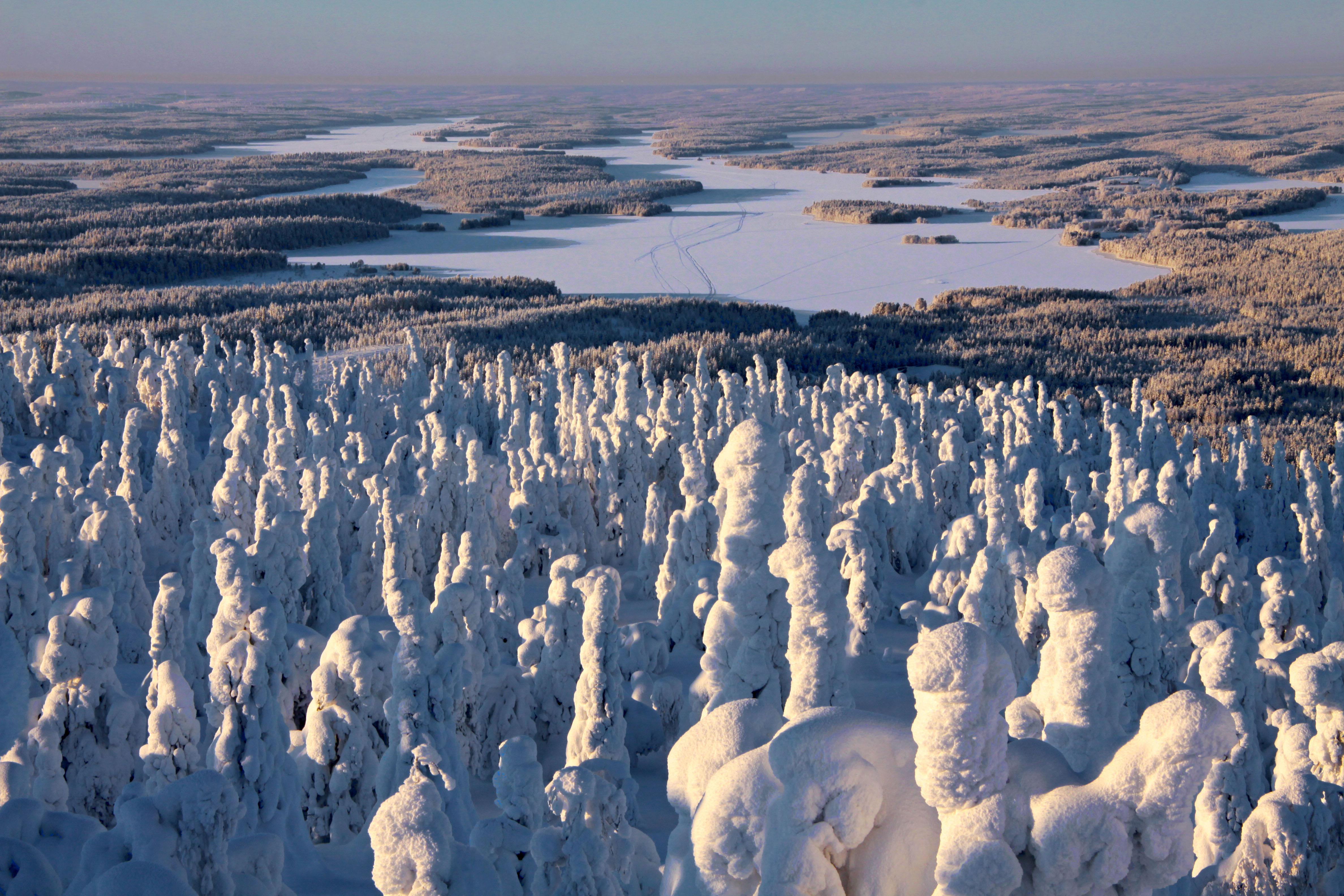
Mùa đông ở Hồ Iijärvi tại Kuusamo, Phần Lan

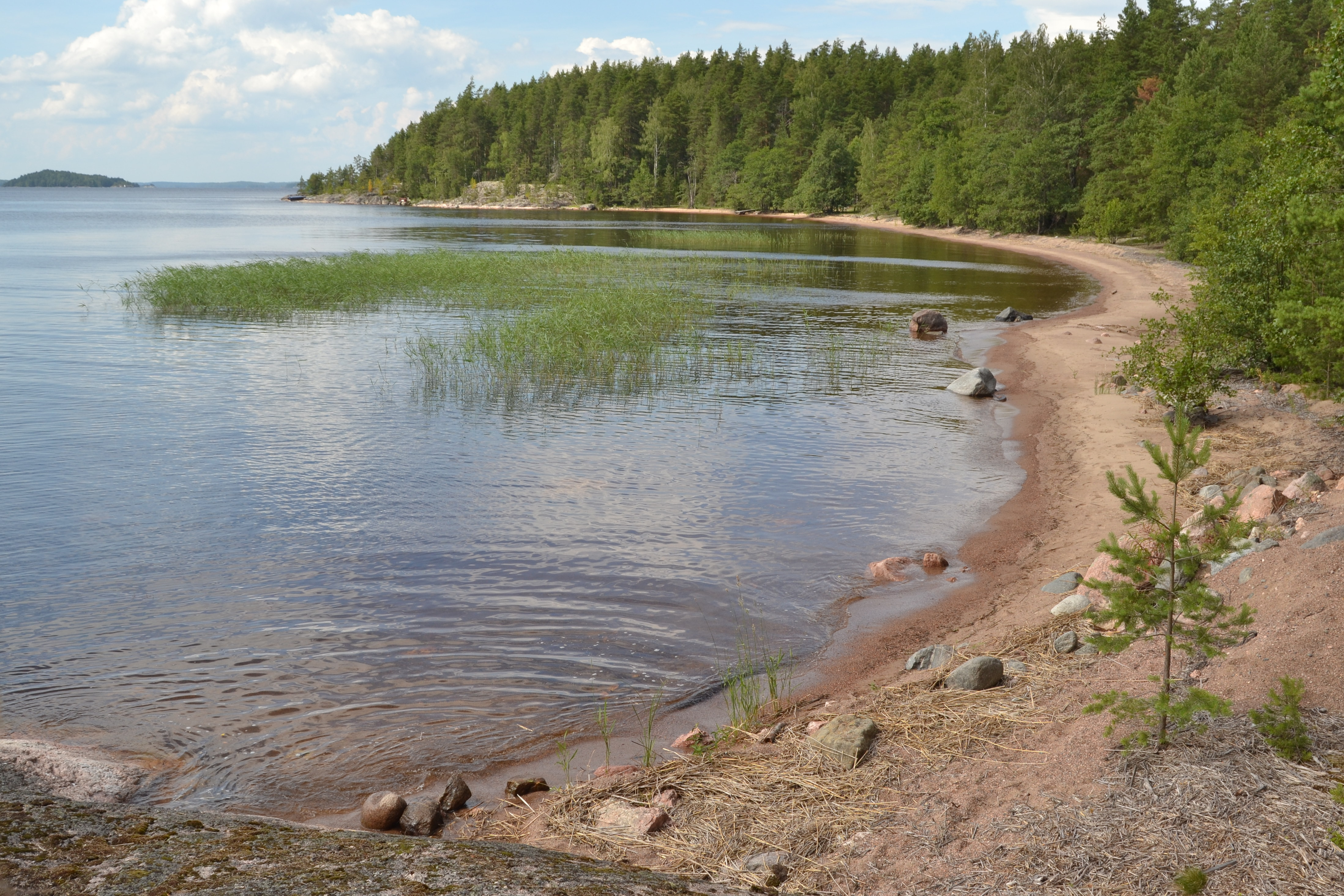
khung cảnh Hồ Saimaa

Có 187,888 hồ ở Phần Lan lớn hơn 5 a. Một số nhỏ hơn, nhưng có 309 hồ hay bể nước lớn hơn 10 km². Chúng được liệt kê ở đây cùng với các hồ nhỏ hơn đáng chú ý.

## Theo bảng chữ cái

### A
Ähtärinjärvi, Äkäsjärvi, Ala-Kitka

### E
Elämäjärvi, Enäjärvi, Enijärvi, Enonvesi, Evijärvi

### H
Haapajärvi, Hankavesi, Hankavesi – Lonkari, Hankavesi – Välivesi, Hauhonselkä, Haukivesi, Hiidenvesi, Hiirenvesi, Hirvijärvi Reservoir, Hirvijärvi – Kalliovesi, Höytiäinen, Hyrynjärvi

### I
Iijärvi (1), Iijärvi (2), Iijärvi (3), Iijärvi (4), Iisvesi, Iivantiira – Juttuajärvi, Ilmoilanselkä, Immalanjärvi, Inari, Irnijärvi – Ala-Irni, Iso and Pieni Tipasjärvi, Iso Lamujärvi, Iso Lohijärvi, Iso- and Keski-Kero, Iso- and Pikku-Ii, Iso-Kiimanen, Iso-Naakkima, Iso-Pyhäntä, Iso-Roine, Iso-Vietonen, Isojärvi (1), Isojärvi (2)

### J
Jääsjärvi, Jäsys – Retujärvi, Jerisjärvi, Jonkeri, Jonku, Jormasjärvi, Joukamojärvi, Joutsijärvi, Joutsjärvi, Juojärvi, Juolasvesi – Sarkavesi, Juurusvesi – Akonvesi

### K
Kaavinjärvi, Kalajärvi Reservoir, Kallavesi (1), Kallavesi (2), Kangasjärvi, Kangasvesi, Kankareenjärvi, Kannonselkä, Karankajärvi, Karhijärvi, Karijärvi, Karikkoselkä, Kaukuanjärvi, Keitele, Kellojärvi – Korpijärvi, Kelontekemäjärvi, Kemijärvi, Kermajärvi, Keurusselkä, Keyritty, Kiantajärvi (1), Kiantajärvi (2), Kiesimä, Kiitämä, Kilpisjärvi – Alajärvi, Kiteenjärvi, Kiuruvesi, Kivesjärvi, Kivijärvi (1), Kivijärvi (2), Koitere, Koivujärvi, Kolima, Koljonselkä, Kolkonjärvi, Konnevesi, Konnivesi, Korpijärvi, Korpijärvi – Verijärvi, Korvuanjärvi, Koskelovesi – Miekkavesi, Kostonjärvi, Köyliönjärvi, Kukkia, Kulovesi, Kuohattijärvi, Kuohijärvi, Kuolimo, Kuorasjärvi, Kuorevesi, Kuorinka, Kuortaneenjärvi, Kurkijärvi – Tuuliainen, Kuttajärvi, Kuuhankavesi, Kuusamojärvi, Kuusvesi, Kuvansi, Kynsijärvi – Kynsilampi, Kynsivesi – Leivonvesi, Kyrösjärvi, Kyyjärvi, Kyyvesi

### L
Laakajärvi, Lahnavesi, Lammasjärvi, Lampaanjärvi, Längelmävesi, Lannevesi, Lappajärvi, Lappalanjärvi, Lentiira, Lentua, Leppävesi, Lestijärvi, Liesvesi, Lievestuoreenjärvi, Livojärvi, Lohjanjärvi, Lokka Reservoir, Loppijärvi, Luirojärvi, Lummene

### M
Maaninkajärvi, Maavesi, Mahnalanselkä – Kirkkojärvi, Mallasvesi – Roine, Mallos, Melakko – Loitimo, Miekojärvi, Muojärvi – Kirpistö, Mutusjärvi, Muurasjärvi, Muuratjärvi, Muuruejärvi

### N
Näläntöjärvi, Nammijärvi, Näsijärvi, Nerkoonjärvi (1), Nerkoonjärvi (2), Niemisvesi – Pemu, Niinivesi, Nilakka, Niskajärvi, Nitsijärvi, Norvajärvi, Nuorajärvi, Nuoramoisjärvi

### O
Oijärvi, Olkkajärvi – Matkalampi, Onkamojärvi, Onkivesi, Ontojärvi – Nurmesjärvi, Orajärvi, Orivesi, Osmankajärvi, Otermanjärvi, Oulujärvi

### P
Pääjärvi (1), Pääjärvi (2), Paatari (Paadaar), Päijänne, Paljavesi, Pälkänevesi, Pallasjärvi – Pallaslompolo, Palovesi – Jäminginselkä, Pankajärvi, Pautujärvi, Peruvesi, Pesiöjärvi, Petruma, Pieksänjärvi, Pielavesi, Pielinen, Pieni-Kiimanen, Pieni-Onkamo, Pihlajavesi, Pihlajavesi, Piispajärvi, Pirttijärvi – Kaitainjärvi, Pohjois- and Etelä-Virmas, Porovesi, Porttipahta Reservoir, Posionjärvi, Pöyrisjärvi, Puhosjärvi, Pulmankijärvi, Puruvesi, Puula, Pyhäjärvi (1), Pyhäjärvi (2), Pyhäjärvi (3), Pyhäjärvi (4), Pyhäjärvi (5), Pyhäjärvi (6), Pyhäjärvi (7), Pyhäjärvi (8), Pyhäjärvi (9), Pyhäselkä, Pyhävesi, Pyyvesi

### R
Raanujärvi, Rahajärvi (Raahajävri), Rapojärvi – Haukkajärvi, Rauhajärvi, Rautavesi (1), Rautavesi (2), Rehja – Nuasjärvi, Repovesi – Luujärvi, Riistavesi, Rikkavesi, Ruotsalainen, Ruovesi, Rutajärvi (1), Rutajärvi (2), Ruunaanjärvi, Ryökäsvesi – Liekune

### S
Sääksjärvi, Saanijärvi, Saarijärvi (1), Saarijärvi (2), Saarijärvi (3), Saarijärvi (4), Saimaa, Sälevä, Sapsojärvet, Saraavesi, Särkijärvi, Savivesi, Sevettijärvi, Simojärvi, Simpelejärvi, Sonkari – Riitunlampi, Sorsavesi, Suininki, Summasjärvi, Suolijärvi (1), Suolijärvi (2), Suolisjärvi, Suontee, Suontienselkä – Paasvesi, Surnujärvi, Suuri-Onkamo, Suuri-Pieksä, Suurijärvi, Suvasvesi, Synsiä, Sysmä (1), Sysmä (2), Syvänsi, Syväri, Syysjärvi

### T
Tallusjärvi, Tarjanne, Tohmajärvi, Toisvesi, Torsa – Pieni-Torsa, Tuusjärvi, Tyräjärvi

### U
Ukonvesi, Uljua Reservoir, Ullavanjärvi, Unari, Unnukka, Urajärvi, Uurainen

### V
Vaalajärvi, Vahvajärvi, Vajukoski basin, Vanajavesi, Vanttausjärvi, Vaskivesi – Visuvesi, Vehkajärvi, Venetjoki Reservoir, Vesijako, Vesijärvi (1), Vesijärvi (2), Viekijärvi, Viiksinselkä, Viinijärvi, Virmajärvi (1), Virmajärvi (2), Vuohijärvi, Vuokalanjärvi, Vuokkijärvi, Vuontisjärvi, Vuosanganjärvi – Hyötyjärvi, Vuosjärvi, Vuotjärvi

### Y
Ylä-Enonvesi, Ylä-Rieveli, Yli-Kitka, Yli-Suolijärvi

## 10 hồ lớn nhất
| Thứ hạng | Tên         | Diện tích (km²) |
| -------- | ----------- | --------------- |
|          | Saimaa (1)  | ~4,380          |
| 1        | Suur-Saimaa | 1,377.05        |
| 2        | Päijänne    | 1,080.63        |
| 3        | Inari       | 1,040.28        |
| 4        | Pielinen    | 894.21          |
| 5        | Oulujärvi   | 887.09          |
| 6        | Pihlajavesi | 712.59          |
| 7        | Orivesi     | 601.30          |
| 8        | Haukivesi   | 562.31          |
| 9        | Keitele     | 493.59          |
| 10       | Kallavesi   | 472.76          |

(1) Bao gồm Suur-Saimaa, Pihlajavesi, Haukivesi, Puruvesi, Orivesi và Pyhäselkä cùng với một số hồ khác nhỏ hơn.